# USS Chevalier (DD-451)
USS Chevalier (DD-451) — эскадренный миноносец типа «Флетчер», в период Второй мировой войны состоявший на вооружении ВМС США. Первый корабль американского флота, названный в честь знаменитого американского лётчика лейтенант-коммандера Годфри Шевалье.
Эсминец был заложен 30 апреля 1941 года на верфи Bath Iron Works, спущен на воду 11 апреля 1942 года и сдан в эксплуатацию 20 июля 1942 года.

## История

### 1942
После вступления в строй, нёс службу в Атлантике. В период с 3 октября по 11 декабря входил в состав эскорта трёх конвоев. Первый - каботажный, второй - с Бермуд в Норфолк, третий - первый конвой с подкреплениями к берегам Северной Африки. 17 декабря вышел из Норфолка и направился к Эфате, куда прибыл в январе 1943 года.

### 1943
27 января вошёл в состав соединения TF 18, прикрывавшего движение транспортов к Гуадалканалу. 29 и 30 января в ходе боя у острова Реннелл отражал мощные налёты авиации противника. Затем нёс патрульную службу, базируясь на Эфате, а после 14 февраля - на Эспириту-Санто.

7 мая 1943 года прикрывал три минных заградителя, действовавших в проливе Блэкетт и заливе Кула. На следующий день на минное поле наскочили три японских эсминца - Kuroshio, Oyashio и Kagerō. Все три корабля получили повреждения и были потоплены американской авиацией. Между 11 и 14 мая участвовал в обстреле Вила на Соломоновых островах и прикрывал ещё одну постановку мин в заливе Кула.

28 июня вышел в море с Эспириту-Санто в составе сил прикрытия транспортов, шедших в залив Кула. Соединение достигло залива незадолго до полуночи 1 июля. Корабли начали обстрел Вилы и бухты Байроко, а транспорты отправились к месту якорной стоянки. Во время операции американские корабли были атакованы тремя японскими эсминцами, выпустившими торпеды и ушедшими на высокой скорости. Одна из торпед поразила эсминец Strong. Chevalier намеренно протаранил повреждённый корабль, удерживая его на плаву, пока выжившие члены команды покидали его. Японские береговые батареи открыли огонь, но Chevalier, прикрываемый эсминцем O'Bannon, оставался возле погибающего корабля пока не снял 241 члена экипажа. В ходе операции эсминец получил пробоину выше ватерлинии в носовой части. 8 июля корабль вернулся для ремонта на Эспириту-Санто.

Ремонт завершился 22 июля и корабль вернулся к несению патрульной службы. 15 августа он прикрывал высадку десанта на Велья-Лавелья. 17 августа совместно с тремя другими эсминцами был направлен на перехват японских транспортов, пытавшихся доставить подкрепления к Коломбангара, прикрываемых четырьмя эсминцами. После короткой стычки, в ходе которой корабли обеих сторон не получили серьёзных повреждений, японцы отступили, бросив транспорты, часть из которых была потоплена. Chevalier вернулся на Эспириту-Санто 29 августа и в течение сентября сопровождал конвои в Сидней.

6 октября корабль вместе с O'Bannon и Selfridge перехватил девять японских эсминцев, прикрывавших транспорты, эвакуировавшие войска с Велья-Лавелья. Несмотря на численное меньшинство, американцы атаковали противника. Примерно в 22:05 Chevalier получил попадание торпедой в носовую часть, которая оторвалась. Шедший позади O'Bannon не смог отвернуть и протаранил повреждённый эсминец, лишив его хода. Перед тем, как оставить корабль, командир Chevalier приказал выпустить оставшиеся торпеды по японскому эсминцу Yūgumo. В 23:26 было принято решение покинуть корабль. Экипаж перешёл на O'Bannon, а повреждённый корабль был добит торпедой с La Vallette. 54 члена команды погибло, 36 было ранено. Примерные координаты места гибели корабля - 7°30′ ю. ш. 156°14′ в. д..

## Награды
Эсминец был награждён тремя Боевыми звёздами за службу во Второй мировой войне.

## Список командиров
- лейтенант-коммандер (позднее - вице-адмирал) Эфраим Маклин (20 июля 1942 — 6 июня 1943)
- лейтенант-коммандер Джордж Рис Уилсон (6 июня 1943 — 7 октября 1943)